# Antígeno

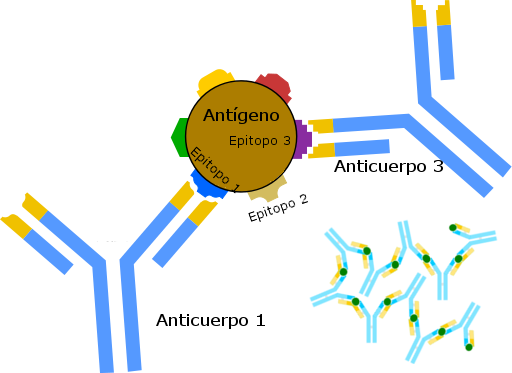
Um mesmo antígeno pode ter vários epítopos e ativar anticorpos diferentes.

O antigénio ou antígeno é toda substância estranha ao organismo que desencadeia a produção de anticorpos. O sistema imunológico responde ao antígeno produzindo uma substância chamada anticorpo, e este vai atuar contra o antígeno. Ativando seus linfócitos que por sua vez se multiplicam e mandam sinais (citocinas) que ativam outras respostas imunes adequadas ao invasor. Pode ser a molécula de uma bactéria, vírus, fungos, helminto, toxinas ou mesmo componentes inofensivos como alimentos, pólen ou células de outro organismo que sejam identificados como uma ameaça a ser destruída.
Modelo chave-fechadura: cada anticorpo produzido é capaz de reconhecer e ligar-se especificadamente aos antígenos que estimulam a sua formação. 
A parte do antígeno que se encaixa aos anticorpos é chamada epítopo ou determinante antigênico, e a parte do anticorpo que encaixa nesse epítopo é chamada de paratopo.

## Classificação
Os antígenos podem ser classificados em:
- Imunógeno: Antígeno capaz de suscitar uma resposta imune e memória.
- Hapteno: Moléculas pequenas incapazes de provocar uma resposta imune sozinhas, necessitando proteínas.

## Tipos
Para fins de vacinação, podem ser classificados em 4 tipos:
- Proteínas: A grande maioria dos antígenos, geralmente são bons imunógenos. Podem ser proteínas puras, glicoproteínas ou lipoproteínas.
- Polissacáridos: grandes açúcares puros e lipopolissacarídeos geralmente são bons imunógenos.
- Ácidos nucleicos: Normalmente geram pouca resposta imune. No entanto, podem tornar-se bons imunógenos quando em cadeia simples ou quando combinado com proteínas.
- Lipídios: Geralmente não geram resposta imune, mas podem ser haptenos.

### Superantígenos
Alguns antígenos geram respostas centenas de vezes maior que os antígenos comuns, e por isso são chamados de superantígenos, podendo causar síndrome do choque tóxico.

## Atuação
Para melhor esclarecer a diferença entre antígeno e imunógeno é necessário conhecer os mecanismos de iniciação da reação antígeno-anticorpo. O sistema imunológico tem como função básica a discriminação entre os antígenos próprios (autógeno) e os antígenos não próprios (heterógino). Isso deve ocorrer para que se evite um ataque do sistema imunológico a moléculas próprias ou úteis ao organismo. Somente após este reconhecimento é possível que a reação imunológica prossiga no sentido de destruir um antígeno potencialmente nocivo. Assim, o sistema imunológico reconhece os antígenos estranhos, reagindo contra eles. Nessa situação, o antígeno pode ser denominado imunógeno. Caso o antígeno seja reconhecido como próprio, não haverá resposta imune da célula efetora, e diz-se que há tolerância imunológica. 
Um antígeno pode ser um fragmento de bactéria, de vírus, de fungo, de protozoário, parte de um organismo mais complexo como um parasita ou uma substância qualquer. Os antígenos presentes na natureza variam em sua imunogenicidade, ou seja, podem ser imunógenos fracos ou potentes. Quando o sistema imunológico apresenta uma resposta acima da considerada normal, dizemos que a pessoa apresentou uma alergia; quando a fase de reconhecimento falha (reconhecendo algo do próprio organismo como não próprio), fala-se em autoimunidade ou reação autoimune.
Em geral, os antígenos são moléculas complexas, que, em sua maioria, contêm proteínas, polissacarídeos e/ou lipossacarídeos. Nas moléculas mais complexas, apenas as partes mais expostas são capazes de estimular a produção de anticorpos. Assim, os anticorpos se dirigem apenas contra essas partes, denominadas determinantes antigênicos ou epítopos. Isto permite que haja imunidade cruzada, isto é, a reação imune se dirige ao mesmo tempo contra duas moléculas que, embora diferentes, apresentam epítopos iguais ou semelhantes. Este fenômeno está diretamente ligado aos princípios da vacinação e da auto-imunidade.
Os microorganismos contam com vários componentes antigênicos . Por exemplo, as paredes das células bacterianas, cápsulas, fímbrias, flagelos e as toxinas podem ser notadas como antígenos, tal como a cápside das proteínas virais, os envoltórios virais e os componentes internos da célula viral. Isso permite que eles sejam reconhecidos, dando início à resposta imune que visa a debelar determinada doença e evitar que ela se repita no futuro.

## Imunização
A imunização, por exemplo através da vacinação, consiste em se inocular, geralmente através de injeção, um antígeno inofensivo (não patogênico) que contém epítopos semelhantes aos apresentados por um patógeno — que pode ser, por exemplo, um vírus ou bactéria. Assim, é induzida no sistema uma reação dirigida contra aqueles epítopos, com produção de anticorpos específicos ou imunoglobulinas. Na próxima vez em que esse mesmo antígeno se apresentar (por exemplo, durante uma infecção pelo mesmo vírus ou bactéria alvo da imunização), os anticorpos já estarão prontos para agir. Além disso, terá havido a formação de uma memória imunológica, isto é, de uma capacidade do sistema imunológico de reagir mais prontamente contra estes epítopos "conhecidos". Assim, a infecção será mais rapidamente debelada, e a doença será mais branda, subclínica ou inexistente.

## Auto-imunidade
A auto-imunidade pode ocorrer quando o organismo é exposto a antígenos cujos epítopos se assemelham aos de antígenos próprios (self); assim, a reação imunológica provocará, equivocadamente, reação imune cruzada, de maior ou menor intensidade, contra os antígenos reconhecidos como self.  O mesmo pode ocorrer  quando doenças, traumas ou outros fenômenos expõem, ao sistema imunológico maduro, antígenos que normalmente não estão expostos na corrente sanguínea, tais como os antígenos do sistema nervoso  que normalmente são protegidos do contacto direto com o sangue pela barreira hemato-encefálica mas podem ser expostos durante um trauma ou infecção.

## Exames
A reação antígeno-anticorpo é também de importância em medicina laboratorial, pois diversos tipos de ensaio se baseiam no uso in vitro de anticorpos gerados em laboratório e dirigidos para antígenos específicos.